# Iphinoe pokoui
Iphinoe pokoui är en kräftdjursart som beskrevs av Le Loeuff och Andre Intes 1972. Iphinoe pokoui ingår i släktet Iphinoe och familjen Bodotriidae. Inga underarter finns listade i Catalogue of Life.